# Condado de Lubaczów
Condado de Lubaczów (polaco: powiat lubaczowski) é um powiat (condado) da Polónia, na voivodia de Subcarpácia. A sede do condado é a cidade de Lubaczów. Estende-se por uma área de 1308,37 km², com 57 267 habitantes, segundo os censos de 2005, com uma densidade 43,77 hab/km².

## Divisões admistrativas
O condado possui:
Comunas urbanas: Lubaczów
Comunas urbana-rurais: Cieszanów, Narol, Oleszyce
Comunas rurais: Horyniec-Zdrój, Lubaczów, Stary Dzików, Wielkie Oczy
Cidades: Lubaczów, Cieszanów, Narol, Oleszyce

## Demografia
População (dados de 30 de Junho de 2005):
|          | Total   | Total | Mulheres | Mulheres | Homens  | Homens |
| -------- | ------- | ----- | -------- | -------- | ------- | ------ |
|          | pessoas | %     | pessoas  | %        | pessoas | %      |
| Total    | 57 267  | 100   | 28 671   | 50,1     | 28 596  | 49,9   |
| Cidades  | 19 640  | 100   | 10 070   | 51,3     | 9570    | 48,7   |
| Povoados | 37 627  | 100   | 18 601   | 49,4     | 19 026  | 50,6   |